# Danske mesterskaber i atletik 1972
Danske mesterskaber i atletik 1972 var det 79. danske mesterskab i atletik. Frederiksberg 12-13 august 1972 

## Mænd
| Disciplin              | Guld                                     | Sølv                                                  | Bronze                                    |
| ---------------------- | ---------------------------------------- | ----------------------------------------------------- | ----------------------------------------- |
| 100 meter              | Søren Viggo Petersen KTA 10.9            | Axel Mathiesen Trongårdens IF 11.0                    | Jørgen Marcussen Frederiksberg IF 11.0    |
| 200 meter              | Søren Viggo Petersen KTA 22.2            | Frank Foli Andersen KTA 22.2                          | Jørgen Marcussen Frederiksberg IF 22.7    |
| 400 meter              | Frank Foli Andersen KTA 47.9             | Erik Jørgensen AGF 48.8                               | Henning Andreasen IF Gullfoss 49.2        |
| 800 meter              | Tom B. Hansen Skovbakken 1:51.8          | Niels Kahlke Ben Hur Gerd Larsen Haderslev IF 1:52.4  |                                           |
| 1500 meter             | Tom B. Hansen Skovbakken 3:44.4          | Gerd Larsen Haderslev IF 3:45.1                       | Gert Kærlin Københavns IF 3:46.1          |
| 5000 meter             | Gert Kærlin Københavns IF 14:38.2        | Wigmar Pedersen AGF 14:39.4                           | Ole Hjorth Freja Odense 14:43.8           |
| 10.000 meter           | Jørn Lauenborg Freja Odense 29:57.0      | Jørgen Jensen AGF 30:07.0                             | Torben Rasmussen Holte IF 30:19.8         |
| Maraton                | Mogens Findal Rødovre AC 2:21.52         | ?                                                     | ?                                         |
| 110 meter hæk          | Steen Smidt-Jensen Ben Hur 14.1          | Jesper Tørring Skovbakken 14.2                        | Rune Pedersen IF Hjorten 15.4             |
| 400 meter hæk          | Erik Jarlnæs Holte IF 52.8               | Ejvind Thorup Nielsen Viborg AF 53.1                  | Lars Ingemann Nielsen Trongårdens IF 55.1 |
| 3000 meter forhindring | Wigmar Pedersen AGF 8:49.0               | Karl Åge Søltoft Herlufsholm Gymnastikforening 8:52.4 | Arne Stigsen Viborg AF 9:14.6             |
| Højdespring            | Jesper Tørring Skovbakken 2,06           | Sven Breum Hvidovre IF 2,03                           | Niels Henrik Linnet AGF 2,00              |
| Stangspring            | Flemming Johansen Hvidovre IF 4,90       | Steen Smidt-Jensen Ben Hur 4,70                       | Jørgen Jensen Holte IF 4,50               |
| Længdespring           | Jesper Tørring Skovbakken 7,39           | Jens Pedersen Randers Freja 7,08                      | Hans Krøyer Christensen Holte IF 7,02     |
| Trespring              | John Andersen AGF 14,65                  | Kaj Pedersen Københavns IF 13,76                      | Svend Oluf Schinck Vidar Sønderborg 13,75 |
| Kuglestød              | Ole Lindskjold Vejle IF 16,81            | Kaj Andersen AGF 16,19                                | Jan Thisted Ben Hur 15,69                 |
| Diskoskast             | Kaj Andersen AGF 56,74                   | Steen Hedegård IF Sparta 52,08                        | Kjeld Andresen Haderslev IF 46,12         |
| Hammerkast             | Erik Fisker AGF 60,73                    | Flemming Fisker AGF 57,24                             | Ole Lindskjold Vejle IF 55,94             |
| Spydkast               | Kurt Bradal Skovbakken 69,02             | Glenn Gretlund KTA 67,84                              | Poul Søby KTA 67,16                       |
| Tikamp                 | Per Ovesen IFK Aalborg                   |                                                       |                                           |
| 4 x 100 meter          | KTA 41.9                                 | Trongårdens IF 42.5                                   | Frederiksberg IF 42.7                     |
| 4 x 400 meter          | Skovbakken 3:19.5                        | KTA 3:23.8                                            | Århus 1900 3:26.5                         |
| 30km gang              | Stanislaw Barburzynski Phønix 2.43.19    | Leif Christensen Phønix 2.43.59                       | Kai Thomsen Sdr. Omme IF 2.47.20          |
| 8km cross              | Jørn Lauenborg Freja Odense 24.12        | ?                                                     | ?                                         |
| 8km cross hold         | Haderslev IF 15                          | ?                                                     | ?                                         |
| Danmarksturneringen    | AGF                                      | ?                                                     | ?                                         |
| 60 meter inde          | Søren Viggo Petersen KTA 6,7             |                                                       |                                           |
| 400 meter inde         | Ralph Jensen Frederiksberg IF 54,6       |                                                       |                                           |
| 800 meter inde         | Leif Martini Nielsen Freja Odense 2,03.0 |                                                       |                                           |
| 1500 meter inde        | Niels Nygaard Skive AM 4,10.1            |                                                       |                                           |
| 3000 meter inde        | Niels Nielsen Esbjerg AF 9,07,2          |                                                       |                                           |
| 60 meter hæk           | Jesper Tørring Skovbakken 7,8            |                                                       |                                           |
| Højdespring inde       | Jesper Tørring Skovbakken 2,03           |                                                       |                                           |
| Stangspring inde       | Flemming Johansen Hvidovre IF 4,80       |                                                       |                                           |
| Længdespring inde      | Jesper Tørring Skovbakken 7,43           |                                                       |                                           |
| Trespring inde         | Flemming Petersen Frederiksberg IF 14,07 |                                                       |                                           |
| Kuglestød inde         | Ole Lindskjold Vejle IF 16,48            |                                                       |                                           |

## Kvinder
| Disciplin           | Guld                                    | Sølv                                   | Bronze                               |
| ------------------- | --------------------------------------- | -------------------------------------- | ------------------------------------ |
| 100 meter           | Inge Jensen Frederiksberg IF 11.8       | Lis Jensen Nike 12.1                   | Laila Søndergaard Herlev IF 12.2     |
| 200 meter           | Inge Jensen Frederiksberg IF 24.6       | Tove Kyhn Hvidovre IF 25.0             | Alice Wiese Frederiksberg IF 25.2    |
| 400 meter           | Annelise Damm Olesen Hvidovre IF 55.3   | Gitte Mathiasen Hvidovre IF 56.0       | Bente Lorentzen Amager IF 56.6       |
| 800 meter           | Annelise Damm Olesen Hvidovre IF 2:11.6 | Karna Bjarup Grenå IF 2:13.7           | Pia Andersen Københavns IF 2:14.2    |
| 1500 meter          | Karna Bjarup Grenå IF 4:32.6            | Louise Jakobsen IFK Aalborg 4:33.0     | Pia Andersen Københavns IF 4:37.3    |
| 100 meter hæk       | Inge Voigt Frederiksberg IF 14.7        | Pia Lund Hansen Skovbakken 14.8        | Susana Flensborg Trongårdens IF 15.1 |
| Højdespring         | Grith Ejstrup Skovbakken 1,85           | Solveig Langkilde Helsingør IF 1,78    | Lisbeth Aasted Hvidovre IF 1,60      |
| Længdespring        | Lis Jensen Nike 5,79                    | Susanne Pedersen Trongårdens IF 5,67   | Liselotte Hansen Nike 5,58           |
| Kuglestød           | Karen Inge Halkier Skovbakken 13,11     | Tove Albertsen Skive IK 12,22          | Susanne Jensen Skovbakken 12,21      |
| Diskoskast          | Karen Inge Halkier Skovbakken 43,70     | Åse Jensen Fjeldsted Harndrup IF 42,73 | Birthe Clausen KTA 41,71             |
| Spydkast            | Susanne Jensen Skovbakken 45,18         | Nina Carstensen Trongårdens IF 45,18   | Lone Jørgensen Skovbakken 43,23      |
| 4 x 100 meter       | Hvidovre IF 47.8                        | Frederiksberg IF 48.0                  | Amager IF 48.7                       |
| 4 x 400 meter       | Hvidovre IF 3:47.4                      | Amager IF 3:52.9                       | Nike 4:02.5                          |
| 1,5km cross         | Birgitte Jennes Trongårdens IF 5.56     | ?                                      | ?                                    |
| Danmarksturneringen | Skovbakken                              |                                        |                                      |
| 60 meter inde       | Birthe Petersen Grenå IF 7,7            |                                        |                                      |
| 400 meter inde      | Jette Riisberg Vejle IF 62,9            |                                        |                                      |
| 800 meter inde      | Birgitte Jennes Trongårdens IF 2,18,2   |                                        |                                      |
| 1500 meter inde     | Anette Brøndsholm Skovbakken 5,08,7     |                                        |                                      |
| 60 meter hæk        | Pia Lund Hansen Skovbakken 9,0          |                                        |                                      |
| Højdespring inde    | Grith Ejstrup Skovbakken 1,76           |                                        |                                      |
| Længdespring inde   | Susanne Pedersen Trongården IF 5,74     |                                        |                                      |
| Kuglestød inde      | Kirsten Hornbech Skovbakken 11,52       |                                        |                                      |